# رایان نیومن (بازیگر)
رایان نیومن (انگلیسی: Ryan Newman؛ زاده ۲۴ آوریل ۱۹۹۸) یک هنرپیشه، و خواننده اهل ایالات متحده آمریکا است. وی از سال ۲۰۰۶ میلادی تاکنون مشغول فعالیت بوده‌است.